# Vorabgletscher

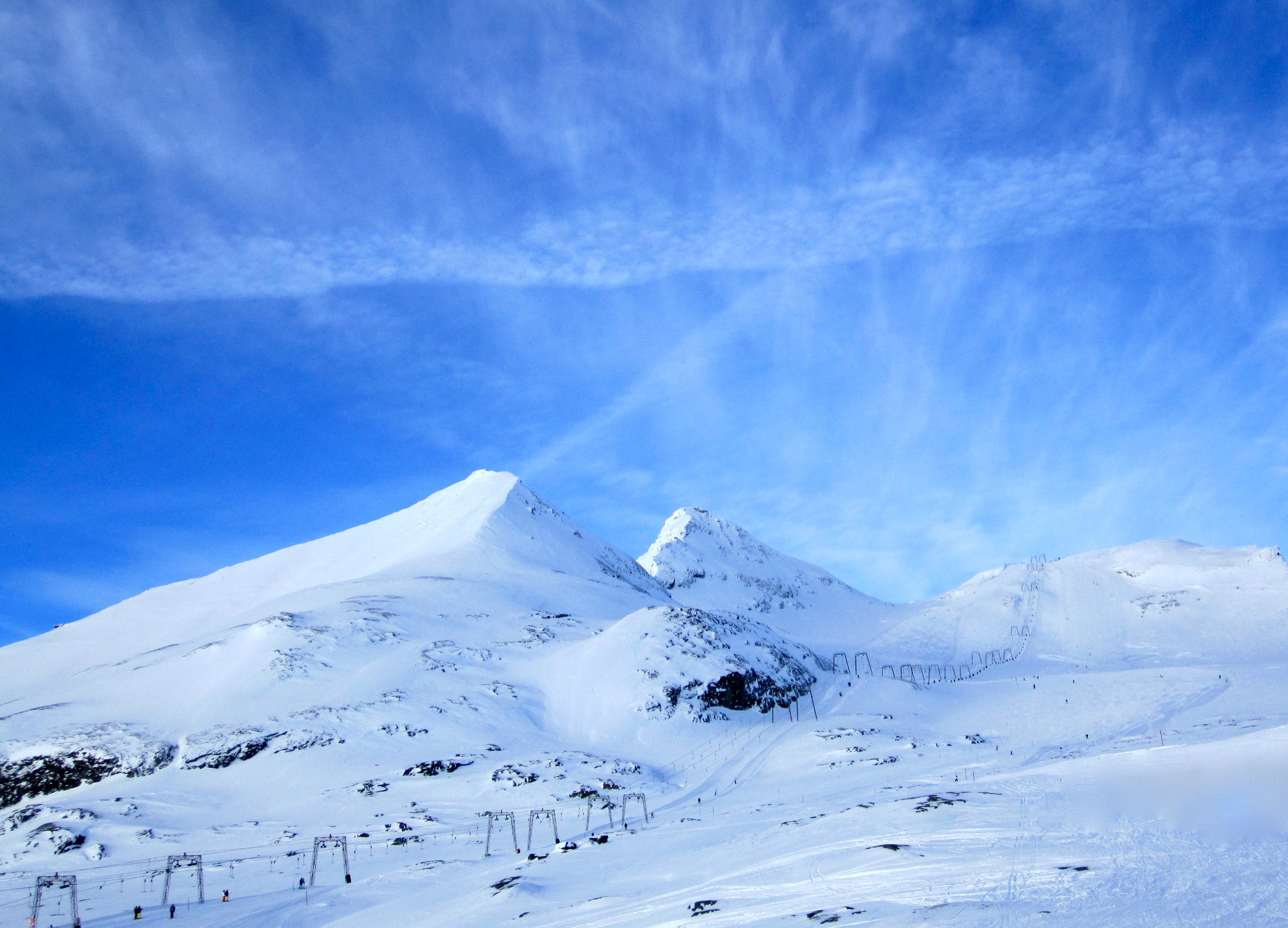
Doppelskilift des Vorabgletschers

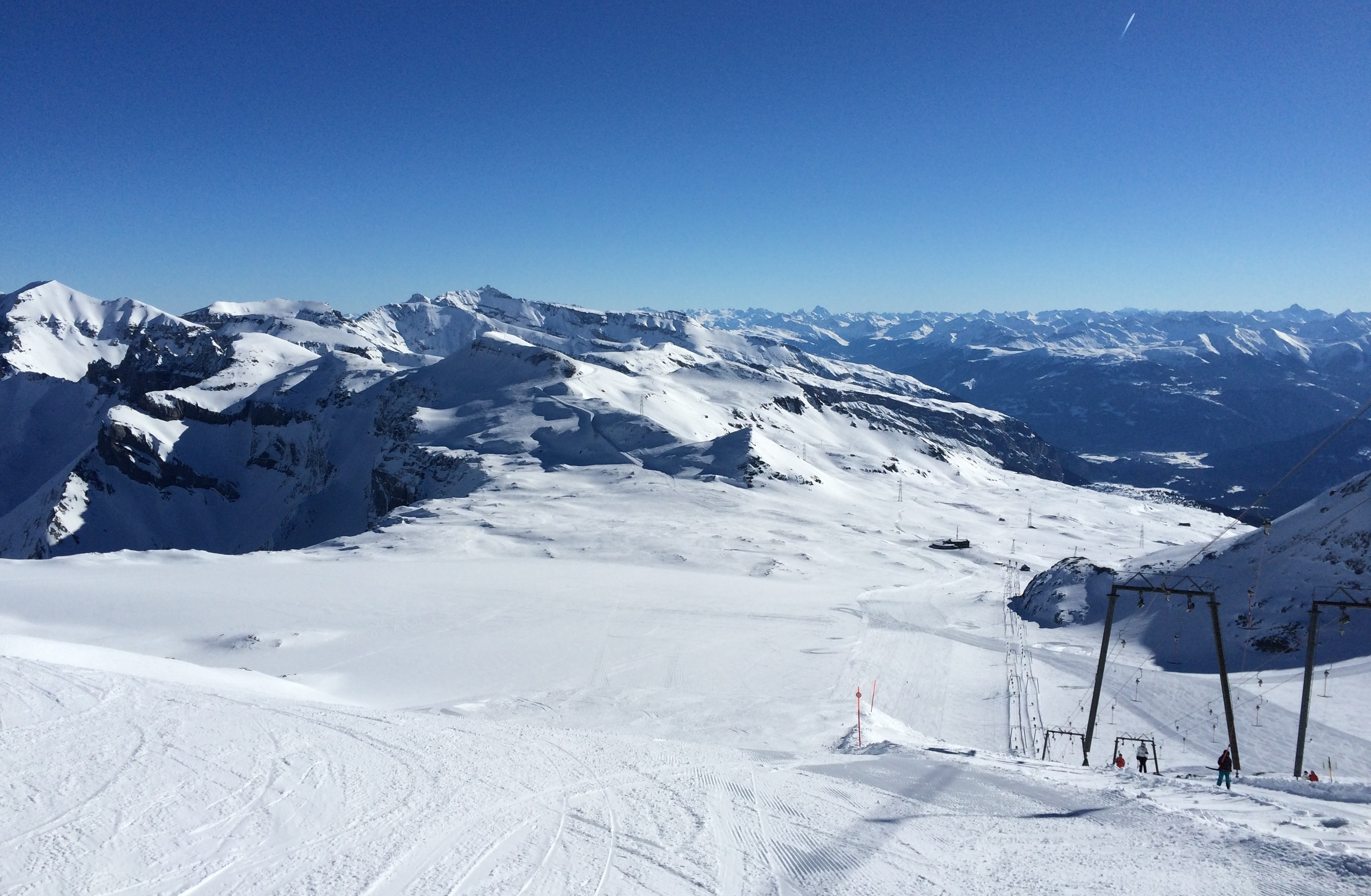
Abfahrt, Blick nach Osten

Der Vorabgletscher (rätoromanisch Glatscher dil Vorabⓘ) ist ein Gletscher an der Ostflanke des Vorab  in den Schweizer Kantonen Glarus und Graubünden. Der Name erklärt sich wohl aus der Sicht der Glarner, nach der der Gletscher vor der Kantonsgrenze liegt und nach Süden hin abfällt (abe im Dialekt).
Er liegt auf einer durchschnittlichen Höhe von etwa 2700 m und hat Anteil an den Gemeindegebieten von Glarus Süd und Laax. Im Glarnerland erreicht er eine Höhe von 3018 m.
Auf dem Gletscher liegt ein Gebirgslandeplatz für Flugzeuge (Lage). Östlich des Gletschers führt die höchstgelegene Hochspannungsleitung Europas, die Vorableitung, über das Gletscherplateau.

## Skigebiet
Der Vorabgletscher gehört zum Skigebiet der «Weissen Arena» Flims-Laax-Falera und wird durch einen Doppelskilift erschlossen. In seiner Umgebung leben unter anderem  Steinböcke, Gämsen und Alpenschneehühner.

## Zukunft des Gletschers
Der Gletscher ist in den letzten 30 Jahren stark zurückgegangen und wird seit 2007 im Sommer im oberen Steilhang durch die Bergbahnunternehmung mit weissen Tüchern konserviert.

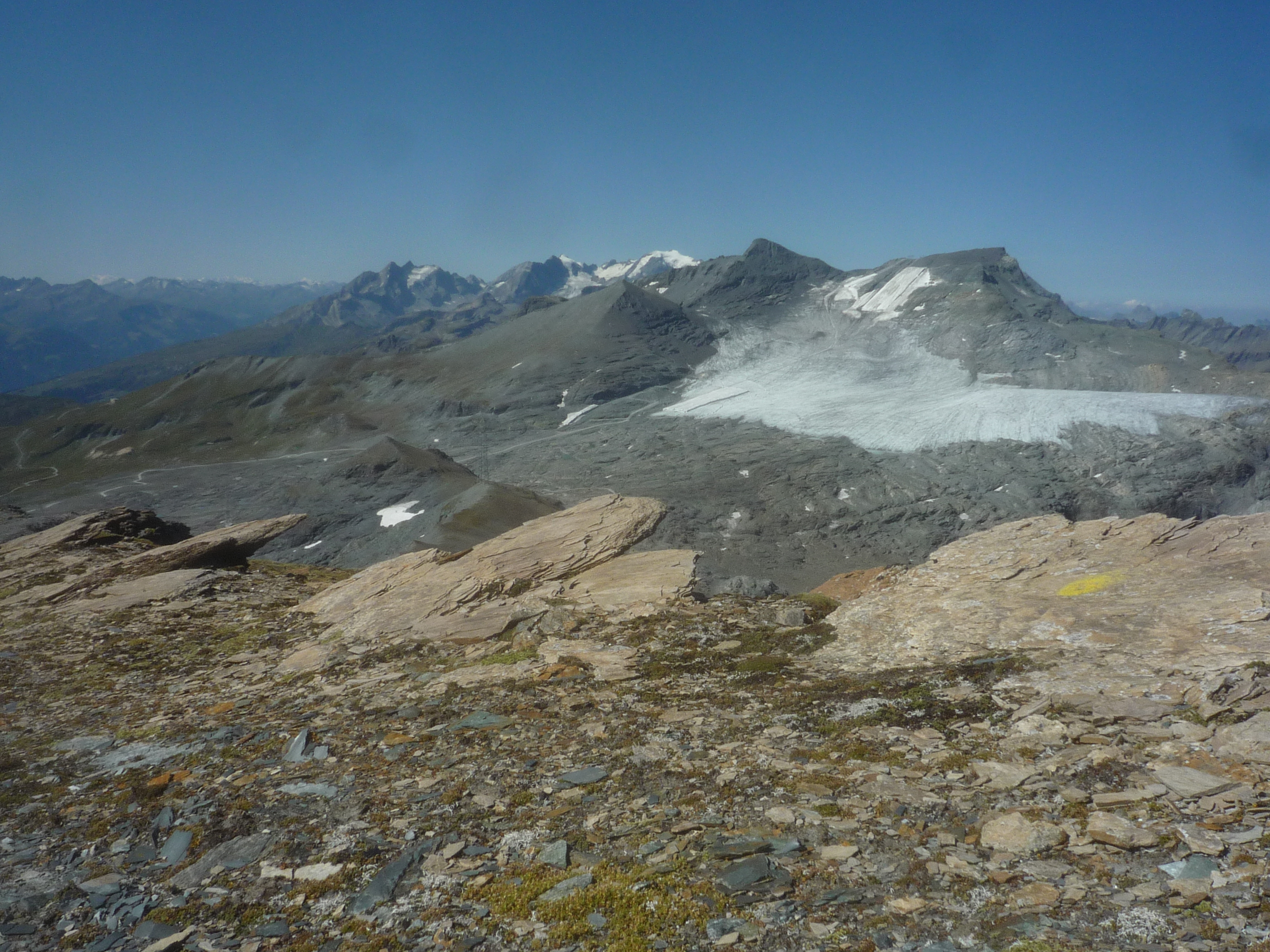
Vorab vom Piz Grisch im Jahr 2015; das ist die gleiche Ansicht wie im Bild von 1960
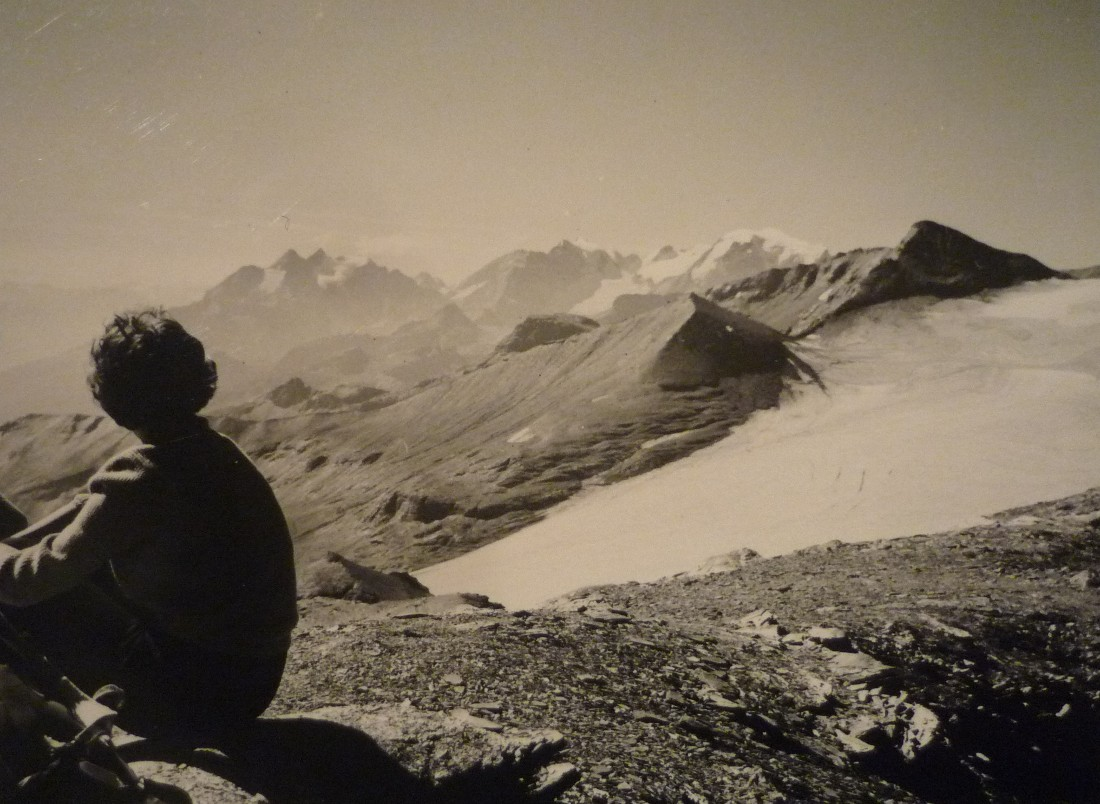
Bündner Vorab und Vorab Pign im Herbst 1960, vom Piz Grisch gesehen
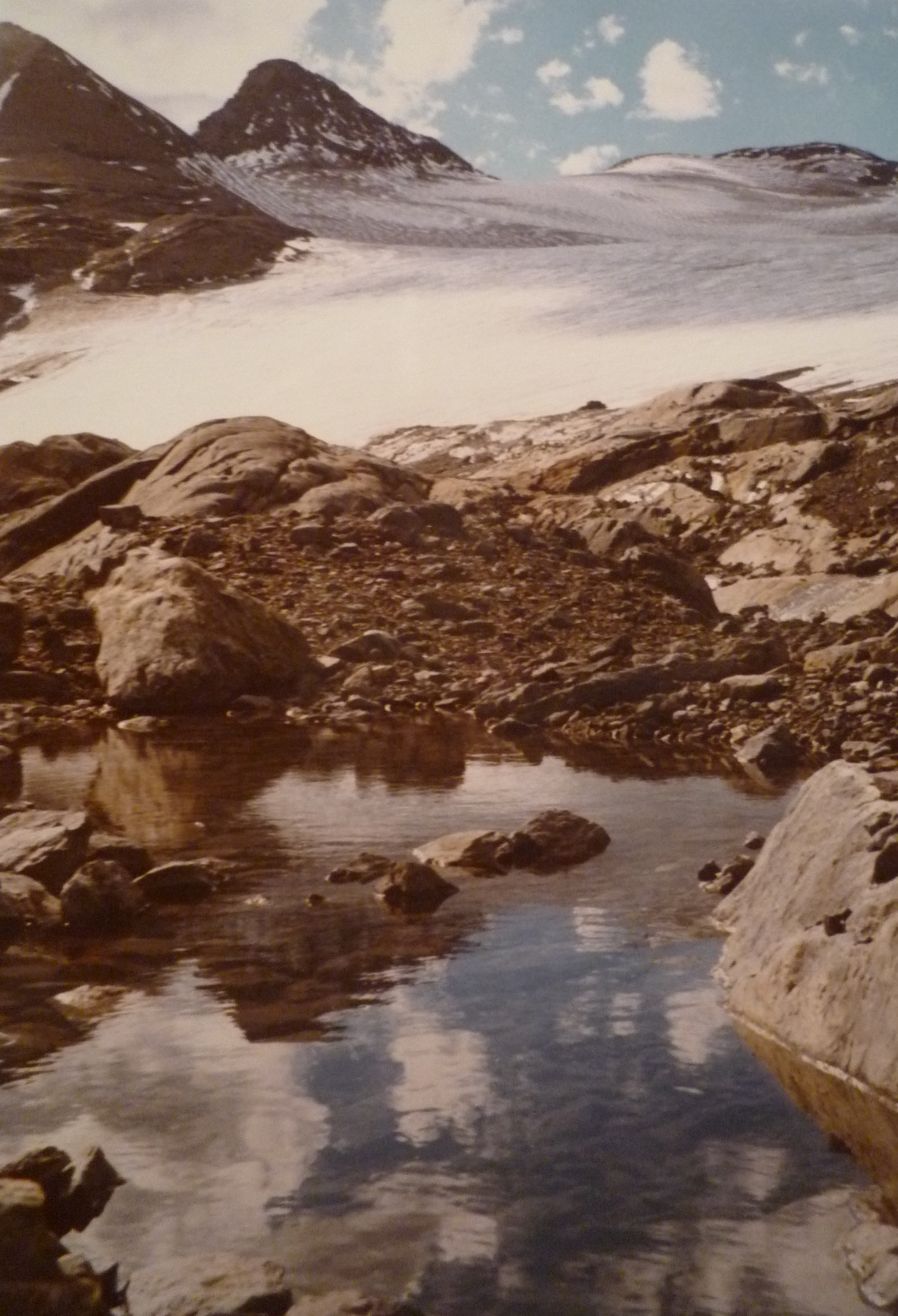
Der Gletscher im September 1973, gesehen von leicht nördlich der damals zukünftigen Gondelbahnstation
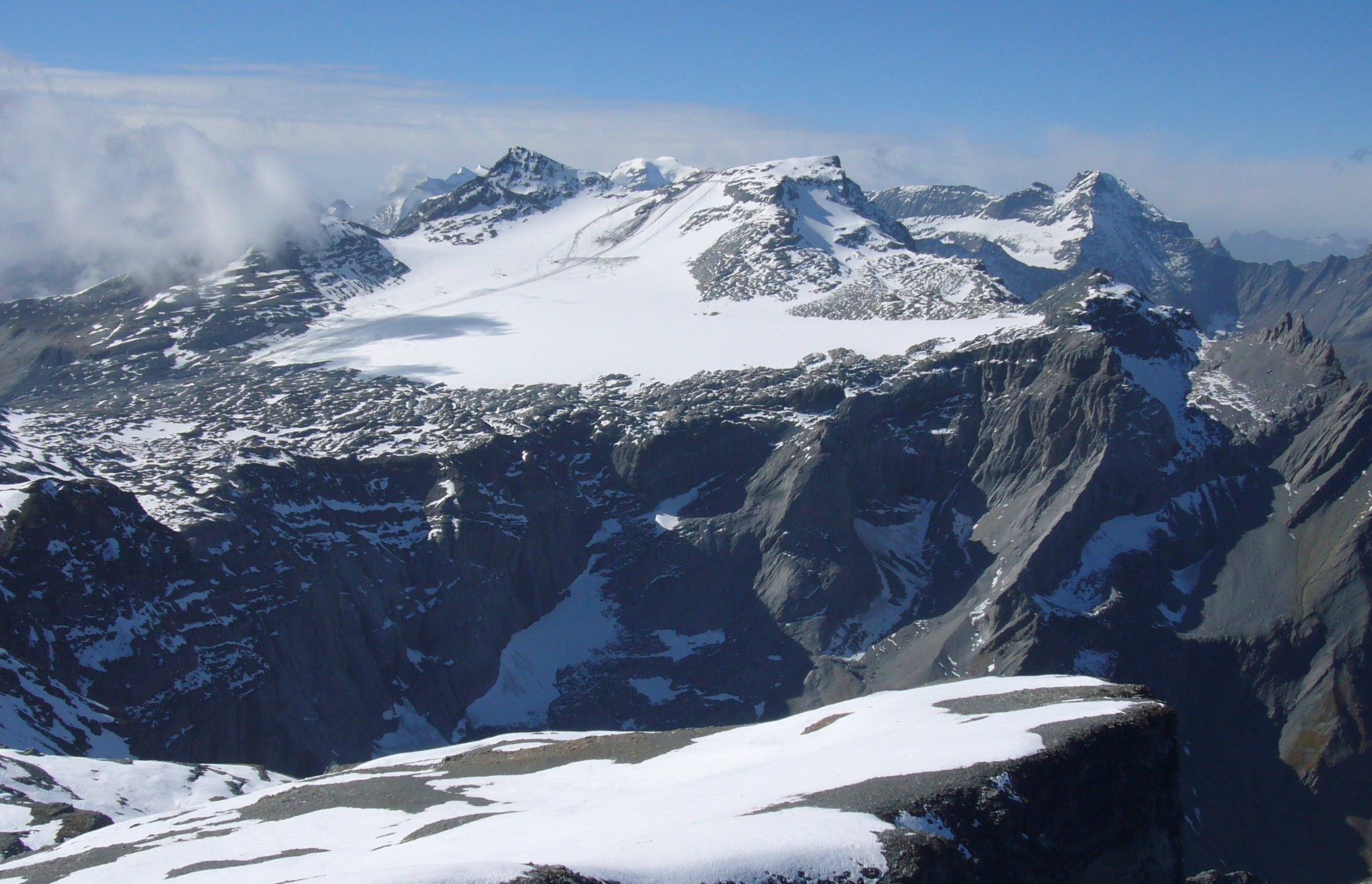
Das Gebiet des Vorab, von Nordosten gesehen, im Oktober 2010 schon mit etwas Neuschnee. Gut sichtbar hat sich der Gletscher über den markanten unteren Felsriegel zurückgezogen.
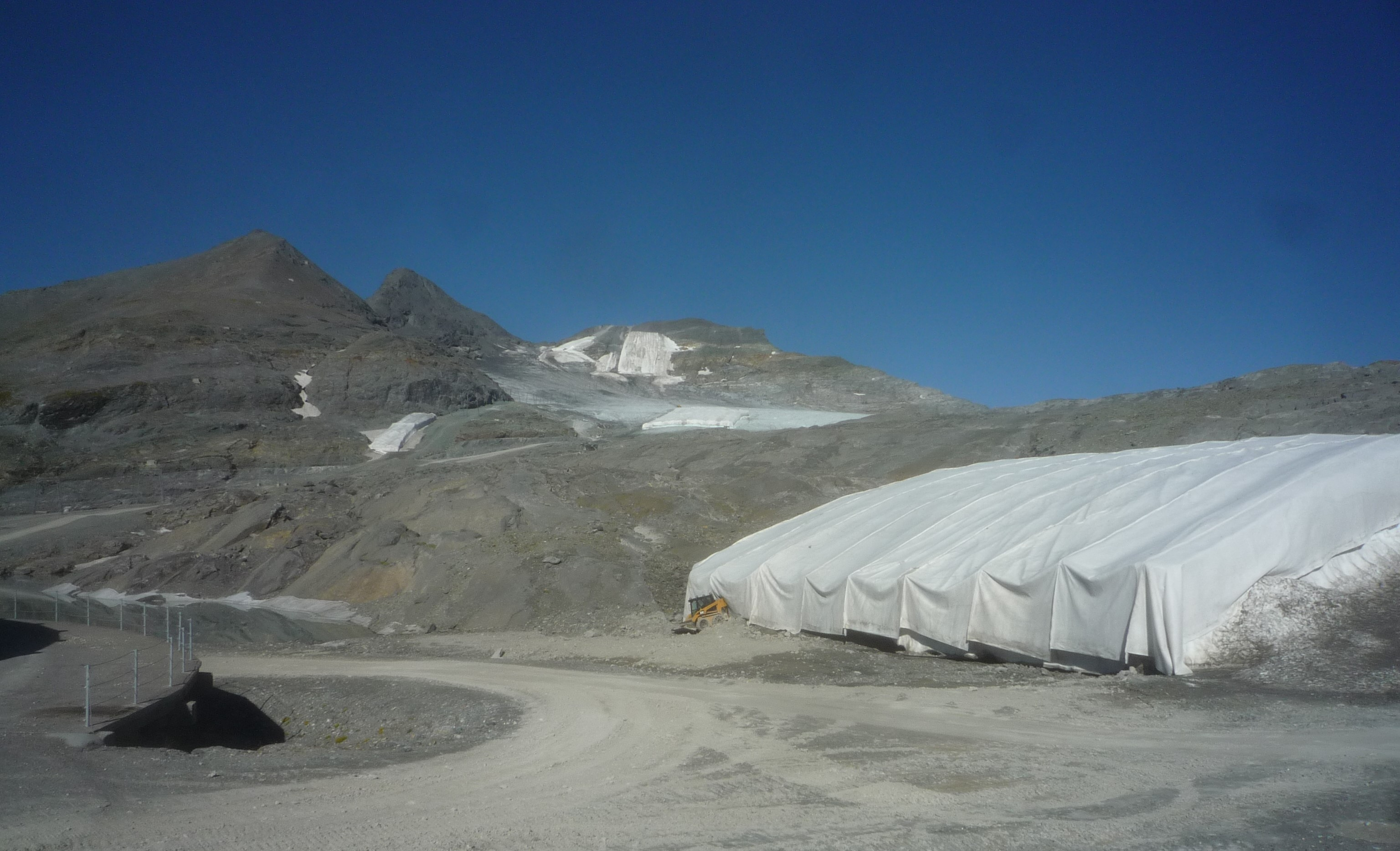
Sommer-Konservierung von Schnee für die Wintersaison im Gebiet des Vorabgletschers im 2015. Die obersten Abdeckungen werden ab September jeweils wieder entfernt.